# 피스키 전투

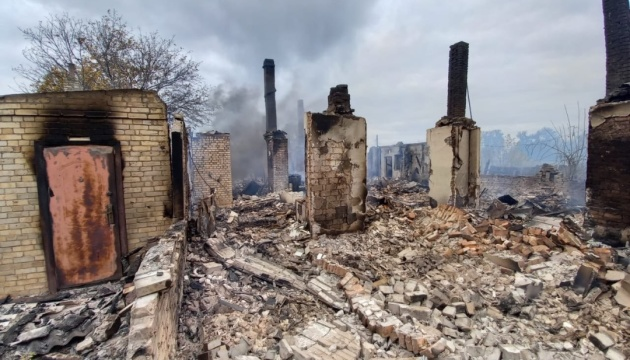
전투 후 폐허된 피스키의 모습

피스키 전투는 도네츠크시 바로 외곽에 위치한 유령 도시 피스키를 장악하기 위한 일련의 군사 교전으로, 우크라이나 동부 전역의 돈바스 전투 (2022년) 기간 중 우크라이나군과 러시아 연방군, 그리고 연합군 분리주의 도네츠크 인민공화국 사이에 벌어진 전투이다. 러시아와 분리주의 세력은 2022년 8월 24일 피스키를 완전히 점령했다.